# Uton vz. 75
Das Uton vz. 75 (vz. = vzor, tschechisch für Muster) ist ein Feldmesser des Herstellers Mikov. Es wurde 1973 entwickelt und kam bei den Fallschirmjägern der tschechoslowakischen Armee zum Einsatz. Aktuell wird es von den Streitkräften der Tschechischen Republik, den Streitkräften der Slowakischen Republik sowie verschiedenen Polizeieinheiten beider Länder eingesetzt.

## Geschichte und Konzeption
Historisch bedingt wurde bei der tschechoslowakischen Armee noch eine lange Zeit das Dolchmesser Muster 1917 und sowjetische Konstruktionen eingesetzt. Die tschechoslowakische Armee setzte traditionell lieber eigene Konstruktionen als sowjetische Waffen ein. Anfang der 1970er-Jahre wurde das Uton vz. 75 konzipiert, an das hohe Anforderungen seitens der Armee gestellt wurden. Nur ausgesuchte Fallschirmeinheiten wurden mit dem Messer ausgerüstet.
Das Messer besaß einen Gummigriff aus kubanischem Kautschuk. In den Griff können sowohl eine Säge als auch eine Feile eingesetzt werden. Die Konstruktion war zum Zeitpunkt ihrer Entstehung innovativ. Das Messer wurde ursprünglich aus Stahl tschechischer Fertigung namens ČSN 17029 mit dem Martfrost-Verfahren hergestellt. Seit dem Zusammenbruch der tschechischen Stahlindustrie wird Böhlerstahl n540 (DIN W.Nr. 1.4034.) verwendet.
Im Handel sind sowohl zivile und militärische Versionen erhältlich. Nur die militärischen Versionen entsprechen den militärischen Vorgaben und weisen einen höheren Qualitätsstandard auf. Die militärischen Versionen des Messers tragen Nummern, die auf die Herstellungsweise hinweisen. Die aktuell erhältlichen Messer der militärischen Version tragen die Nummer 0007 und keine weitere Beschriftung.